# Zoia Bașarina
Zoia Konstantinovna Bașarina (în iakută Зоя Константиновна Башарина; n. 21 mai 1945, districtul rural Borogonski⁠(d), districtul Viliuiski⁠(d), RSFS Rusă, URSS) este o critică literară, filologă și academiciană din Iacutia (sau Republica Saha). Ea este cel mai cunoscută pentru activitatea ei de cercetare a limbii iakute, care i-a adus numeroase premii.

## Biografie
S-a născut la 21 mai 1945 în okrugul rural Borogonski din districtul Bulunski din Republica Saha. Bașarina a absolvit o școală internat din Kiusiur (Кюсюр) în 1961, după care a lucrat timp de doi ani ca profesoară. A urmat apoi cursuri la Facultatea de Istorie și Filologie la Institutul Pedagogic din Magadan, facultate pe care a absolvit-o în 1967. Bașarina a revenit apoi la cariera didactică, ocupând un post la școala experimentală Haptagai (Хаптагай) a Institutului Școlilor Naționale din Republica Autonomă Socialistă Sovietică Iacută. Doi ani mai târziu a lucrat ca profesoară la Universitatea de Stat din Iakutsk. Și-a susținut teza de doctorat intitulată Dialectica națională și internațională în literatura iakută la Alma-Ata în 1990, iar doi ani mai târziu a devenit prodecan al Facultății de Filologie și Cultură Iakută. Și-a susținut teza de doctorat în 2005.
Bașarina a predat diverse cursuri despre literatura iakută și folclorul iakut și a publicat peste 200 de lucrări științifice de-a lungul carierei sale, multe pe tema literaturii iakute; studiile ei i-au adus numeroase premii. De asemenea, a colaborat cu alți autori pentru a traduce diverse lucrări în limba iakută.